# Kladovo (općina)
Kladovo (općina) (ćirilično: Општина Кладово) je općina u Borskom okrugu na sjeveroistoku Središnje Srbije. Središte općine je grad Kladovo. 

## Zemljopis
Po podacima iz 2004. općina zauzima površinu od 629 km² (od čega je poljoprivrednih površina 28.806 ha, a šumskih 28.114 ha).

## Stanovništvo
Prema popisu stanovništva iz 2002. godine u općini živi 23.613 stanovnika, raspoređenih u 23 naselja .

### Naselja
| - Brza Palanka - Vajuga - Velesnica - Velika Vrbica - Velika Kamenica - Grabovica - Davidovac - Kladovo | - Kladušnica - Korbovo - Kostol - Kupuzište - Ljubičevac - Mala Vrbica - Manastirica - Milutinovac | - Novi Sip - Petrovo Selo - Podvrška - Reka - Rečica - Rtkovo - Tekija |

### Etnički sastav
- Srbi 21.130 (89,49%)
- Crnogorci - 572 (2,42%)
- Vlasi - 568 (2,41%)
- ostali

Po podacima iz 2004. prirodni priraštaj je iznosio -6.2 ‰, a broj zaposlenih u općini iznosi 4.436 ljudi. U općini se nalazi 25 osnovne škole s 1.826 učenika i tri srednje škole s 534 učenika.

## Vanjske poveznice
- Službena stranica općine